# КРТ (телеканал)
«Киевская Русь. КРТ» (укр. «Київська Русь. КРТ») — семейно-развлекательный телеканал Украины. Ранее назывался КРТ.
«Киевская Русь. КРТ» — семейный православный телеканал социальной, просветительской и пророссийской направленности. Ориентирован на аудиторию в возрасте 18-65 лет. В центре внимания собственных программ телеканала — жизнь и проблемы людей. В интервью главного редактора телеканала Елены Вавиловой изданию «2000» говорится о намерении возрождать стандарты журналистики, возвращая доверие к телевидению как к источнику компетентной, достоверной и качественной информации.

## История
Первая передача вышла в эфир 26 апреля 2003 года в 6:30. Первый день своего вещания телекомпания «Киевская Русь — телевидение» выбрала не случайный. Начав существование в самый канун праздника Пасхи, в апреле 2003 года, канал КРТ изначально позиционировал себя как канал православный. Новая телекомпания получила лицензию Национального совета на вещание в течение 24 часов на территории Донецка и Донецкой области. Он создавался по благословению Московского патриархата и выполняет социальные функции в обществе. Начиналось новое телевидение с донецкой ТРК «Астра», выходившей в эфир на 37 ТВК. 
Основным инвестором считался предприниматель Виктор Нусенкис и Генеральной прокурор Украины Геннадий Васильев. С тех пор канал активно расширял сеть вещания, и к концу 2003 года вещание охватывало большую часть Украины. Большую часть эфирного времени поначалу занимали ток-шоу в прямом эфире с телефонными звонками. По свидетельствам гостевых редакторов, большая часть звонков поступали из Донбасса и Крыма, и таких зрителей просили не называть их города, чтобы КРТ мог позиционироваться как всеукраинский, а не как региональный телеканал. Рекламных блоков в программной сетке не было. Со временем эфирное покрытие КРТ охватило более, чем 100 городов Украины и ближнего зарубежья.
30 июля 2020 года у телеканала была аннулирована лицензия на вещание, в связи с гомофобными высказываниями в прямом эфире, а также трансляцией парада ко Дню Победы в Белоруссии, что вызвало несколько митингов, в связи с этим была отобрана лицензия на вещание.
21 августа 2020 года в 15:00 телеканал прекратил вещание.

## Ребрендинг
28 сентября 2019 года телеканал начал вещание по новой эфирной сетке, сменив также название и логотип. Изменения коснулись всех программ канала, а также качества вещательного сигнала (HD 16:9). Вместе с перезапуском телеканала обновился и его сайт, где появилась онлайн-трансляция.

## Зона вещания
Телеканал «Киевская Русь. КРТ» вещал во всех городах Украины с населением от 50 тысяч человек, охватывая более 17,5 млн жителей. Телевизионный сигнал канала транслировал более 380 кабельных провайдеров Украины, 8 эфирных передатчиков и спутник Astra 4-A. Также канал был доступен в Smart-TV.

## Программы собственного производства
На собственной студии телеканала, которая находится в Киеве, снимаются следующие телевизионные программы:
- Развлекательное шоу «Утреннее настроение»
- Вечерняя аналитическая программа «Прайм. Аналитика»
- Интервью «Счастливая женщина»
- Телевизионный автопортрет «Alter Ego»
- Историческая программа «Артефакт»
- Просветительская программа «Лестница в небо»
- Социальное ток-шоу «Шах и мат»
- Авторская программа «Без протокола»
- Авторская программа «Люди и власть»
- Авторская программа «Топ-блогеры Украины»
- Детская поучительная программа «Возвращение кота Сметанкина» (другие названия — «В гостях у кота Сметанкина» и «Истории кота Сметанкина»)